# 9893 Sagano
A 9893 Sagano (ideiglenes jelöléssel (9893) 1996 AA1) a Naprendszer kisbolygóövében található aszteroida. Kobajasi Takao fedezte fel 1996. január 12-én.